# × Gymnotraunsteinera vallesiaca
× Gymnotraunsteinera vallesiaca – hybrydowy gatunek roślin z monotypowego rodzaju × Gymnotraunsteinera z rodziny storczykowatych (Orchidaceae). Opisany został dotychczas tylko ze Szwajcarii. Formuła hybrydowa to Gymnadenia conopsea × Traunsteinera globosa.

## Systematyka
Gatunek sklasyfikowany do podplemienia Orchidinae w plemieniu Orchideae, podrodzina storczykowe (Orchidoideae), rodzina storczykowate (Orchidaceae), rząd szparagowce (Asparagales) w obrębie roślin jednoliściennych.